# Aethioppia spinipes
Aethioppia spinipes är en kvalsterart som först beskrevs av Balogh 1964.  Aethioppia spinipes ingår i släktet Aethioppia och familjen Oppiidae. Inga underarter finns listade i Catalogue of Life.